# Karacsáj- és Cserkeszföld
Karacsáj- és Cserkeszföld vagy a Karacsáj-Cserkesz Köztársaság (oroszul Карачаево-Черкесия [Karacsajevo-Cserkeszija] vagy Карачаево-Черкесская Республика [Karacsajevo-Cserkesszkaja Reszpublika], karacsájul Qarachay-Cherkes Respublika, cserkeszül Qèrèshey-Cherkes Respublikè) egyike a cserkesz népek Orosz Föderációhoz tartozó 3 észak-kaukázusi tagköztársaságának (a másik kettő Adigeföld és Kabard- és Balkárföld). A Kaukázus északi lejtőin és az előtte fekvő síkvidéken terül el.

## Földrajz

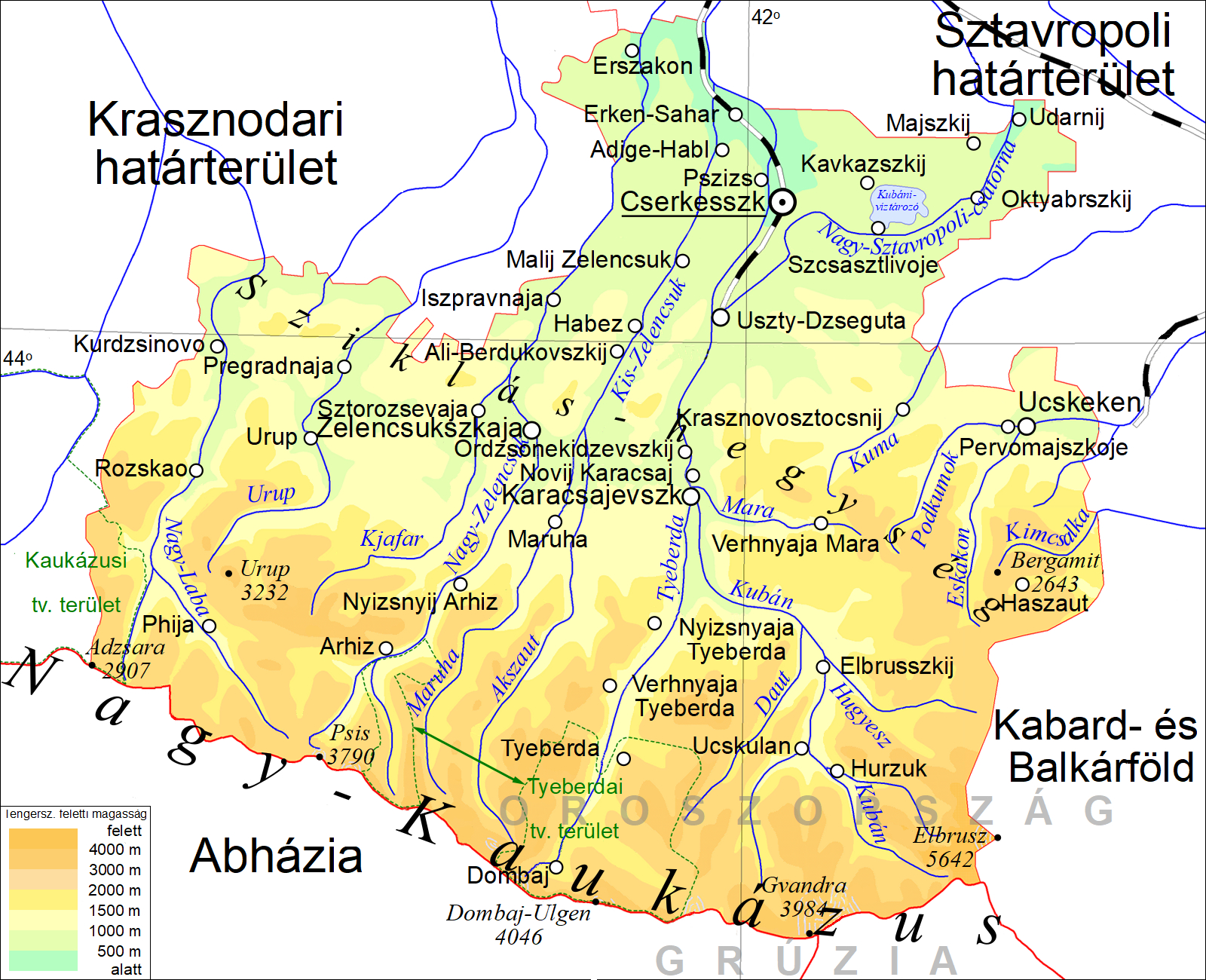
Karacsáj- és Cserkeszföld domborzati térképe (oroszból átírt helynevekkel)

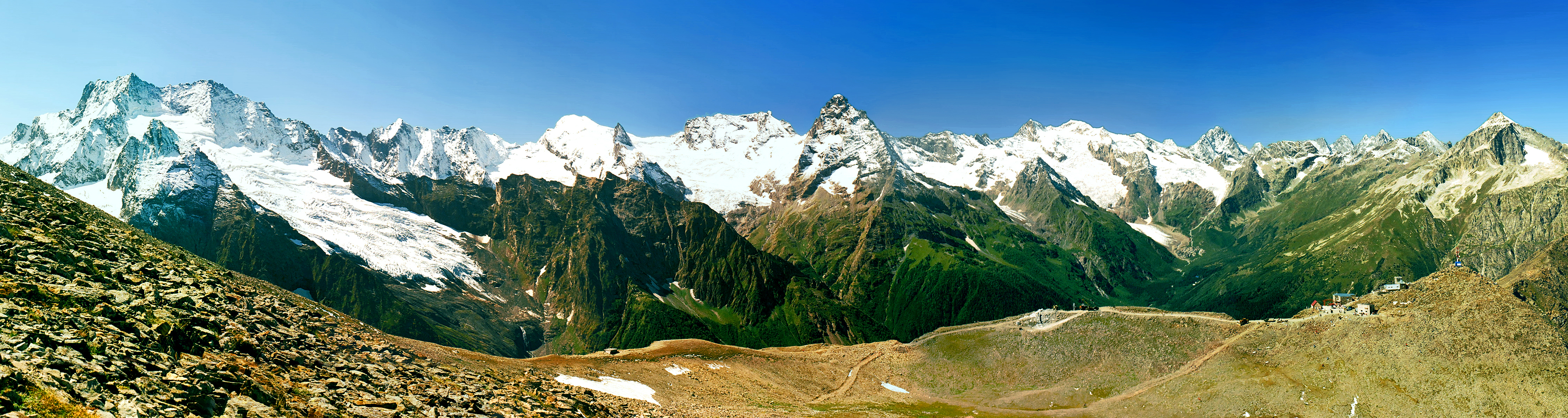
A Kaukázus hegyei

Szomszédai északon a Sztavropoli határterület, keleten Kabard- és Balkárföld, délkeleten Grúzia, délnyugaton Abházia, nyugaton a Krasznodari határterület.
A Nagy-Kaukázus északi oldalán fekszik. Az ország déli 80%-a hegyvidék, csak északon síkság: itt a Kubán-alföld terül el. Legmagasabb pontja az Elbrusz (5642 m) a Kabard- és Balkárfölddel közös határon. Fő folyói a Kubán és mellékfolyói (a Nagy-Zelencsuk és a Tyeberda), valamint a Kuma. Legnagyobb tava a Cserkesszk melletti Kubáni-víztározó.

## Története
A türk nyelvet beszélő, muszlim karacsájok a 14. században érkeztek erre a területre, a 16. századra a kabard uralkodók vazallusai lettek. Az oroszok 1828-ban hódították meg, a Karacsáj-Cserkesz Autonóm Körzet pedig 1922-ben alakult meg. A második világháború idején a németekkel való kollaboráció miatt a karacsájok egy részét kitelepítették, csak 1957-ben történt visszatelepítésük után kaptak ismét autonómiát. 1990-ben önálló köztársaságnak nyilvánították magukat, amit a Szovjetunió nem ismert el. 1992-ben Oroszország tagköztársasága lett.

## Népesség
2010-ben 477 859 fő lakta.

### Etnikumok
A 2010-es népszámlálás szerint:
- karacsájok 41,0%
- oroszok 31,6%
- cserkeszek 11,9%
- abazák 7,8%
- nogajok 3,3%
- ukránok 0,4%
- egyéb 4%

### Települések

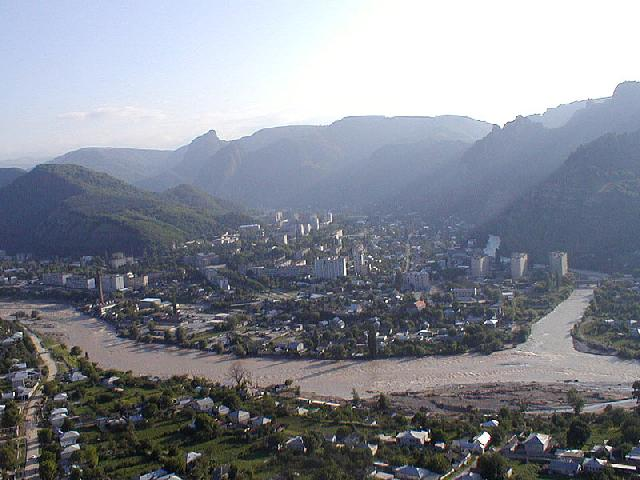
Karacsajevszk

Karacsáj- és Cserkeszföldön (a 2010. évi népszámláláskor) 4 város, 7 városi jellegű település és 138 falusi település található, mely utóbbiak közül 2 lakatlan. A városi jellegű települések száma 1987-ben még 11 volt, a Szovjetunió megszűnése óta azonban sokuk elvesztette e címét és faluvá alakult, Oroszország más területeihez hasonlóan.
A 2010. évi népszámlálás adatai szerint Karacsáj- és Cserkeszföldön 43% a városi (városokban vagy városi jellegű településeken élő) népesség aránya, ami más oroszországi régiókkal összehasonlítva nagyon alacsony adat. A legnagyobb falu népessége megközelíti a húszezer főt, és összesen 30-é éri el a háromezret, melyek együttesen a köztársaság lakosainak 36%-a számára nyújtanak otthont. A településhálózatban más oroszországi régiókhoz képest kicsi az aprófalvak súlya.
Karacsáj- és Cserkeszföld városai a következők (2010. évi népességükkel):
- Cserkesszk (Черкесск), 129 069 fő
- Uszty-Dzseguta (Усть-Джегута), 30 566 fő
- Karacsajevszk (Карачаевск), 21 483 fő
- Tyeberda (Теберда), 9058 fő

## Közigazgatás és önkormányzatok
Karacsáj- és Cserkeszföld (a 2010. évi népszámláláskor) közigazgatási szempontból 10 járásra oszlik, a 4 város közül pedig Cserkesszk és Karacsajevszk köztársasági alárendeltségű, így nem tartoznak egyik járáshoz sem. A 21 ezer lakosú Karacsajevszk városához egy város (Tyeberda) és három városi jellegű település, továbbá falusi települések is be vannak osztva összesen 18 ezer lakossal, e terület szintén nem tartoznak egyik járáshoz sem.
Az önkormányzatok területi beosztása megegyezik a közigazgatási felosztással. A 10 járás mindegyikében járási önkormányzat működik, míg Cserkesszk és Karacsajevszk (utóbbi a hozzá beosztott településekkel együtt) a járásoktól független városi körzetet alkot, , melyeknek egyszintű önkormányzata van, egyszerre gyakorolják a járási és a községi önkormányzati hatásköröket. A járásokhoz összesen 5 városi község – ezek székhelye egy város vagy városi jellegű település – és 83 falusi község tartozik.
A járások és székhelyeik:

Karacsáj- és Cserkeszföld közigazgatási beosztása

- Abaza járás, Абазинский район (Inzsics-Csukun)
- Adige-habli járás, Адыге-Хабльский район (Adige-Habl)
- Habezi járás, Хабезский район (Habez)
- Karacsajevszki járás, Карачаевский район (Karacsajevszk)
- Kis-Karacsáj járás, Малокарачаевский район (Ucskeken)
- Kubánmelléki járás, Прикубанский район (Kavkazszkij)
- Nogáj járás, Ногайский район (Erken-Sahar)
- Urupi járás, Урупский район (Pregradnaja)
- Uszty-dzsegutai járás, Усть-Джегутинский район (Uszty-Dzseguta)
- Zelencsukszkajai járás, Зеленчукский район (Zelencsukszkaja)